# Радіочастотний моніторинг
Радіочастотний моніторинг — здійснюється з метою: 
- захисту присвоєнь радіочастот,
- визначення наявного для використання радіочастотного ресурсу України,
- ефективності використання розподілених смуг радіочастот
- розроблення науково обґрунтованих рекомендацій для прийняття рішень щодо підвищення ефективності використання та задоволення потреб користувачів радіочастотного ресурсу України.

Радіочастотний моніторинг в Україні здійснюють: 
- Український державний центр радіочастот —  у смугах радіочастот загального користування;
- Генеральний штаб Збройних сил України — у смугах радіочастот спеціального користування.